# Нікола Сальві
Нікола Сальві або Нікколо Сальві (6 серпня 1697, Рим — 8 лютого 1751, там само) — італійський архітектор. Серед небагатьох його завершених проектів — знаменитий фонтан Треві в Римі, Італія.

## Біографія
Вступивши до Римської академії Аркадії в 1717 році, Сальві став архітектором лише після вивчення математики та філософії. Його наставником з архітектури був Антоніо Каневарі, консультат-архітектор короля Португалії. У 1728 році Каневарі виїхав до Лісабона, а Сальві продовжив працювати в Римі.
У 1732 році Папа Климент XII оголосив тендер на два великі проекти. Один — створити новий фасад для Латеранської базиліки, а інший — для громадського фонтану в Треві.

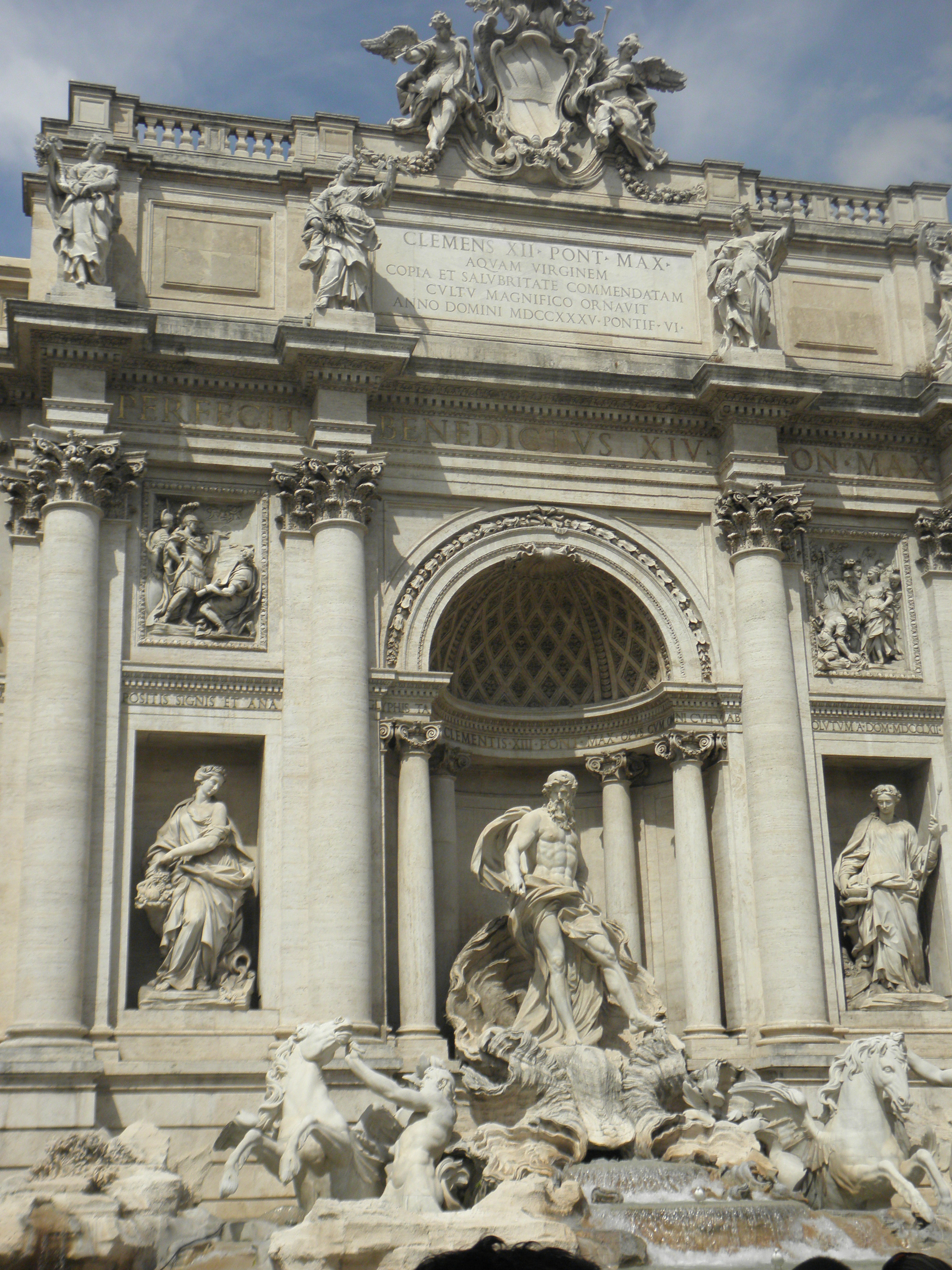
Фонтан Треві

Виконавцем обрали Алессандро Галілея. Для фонтану був обраний план Сальві.

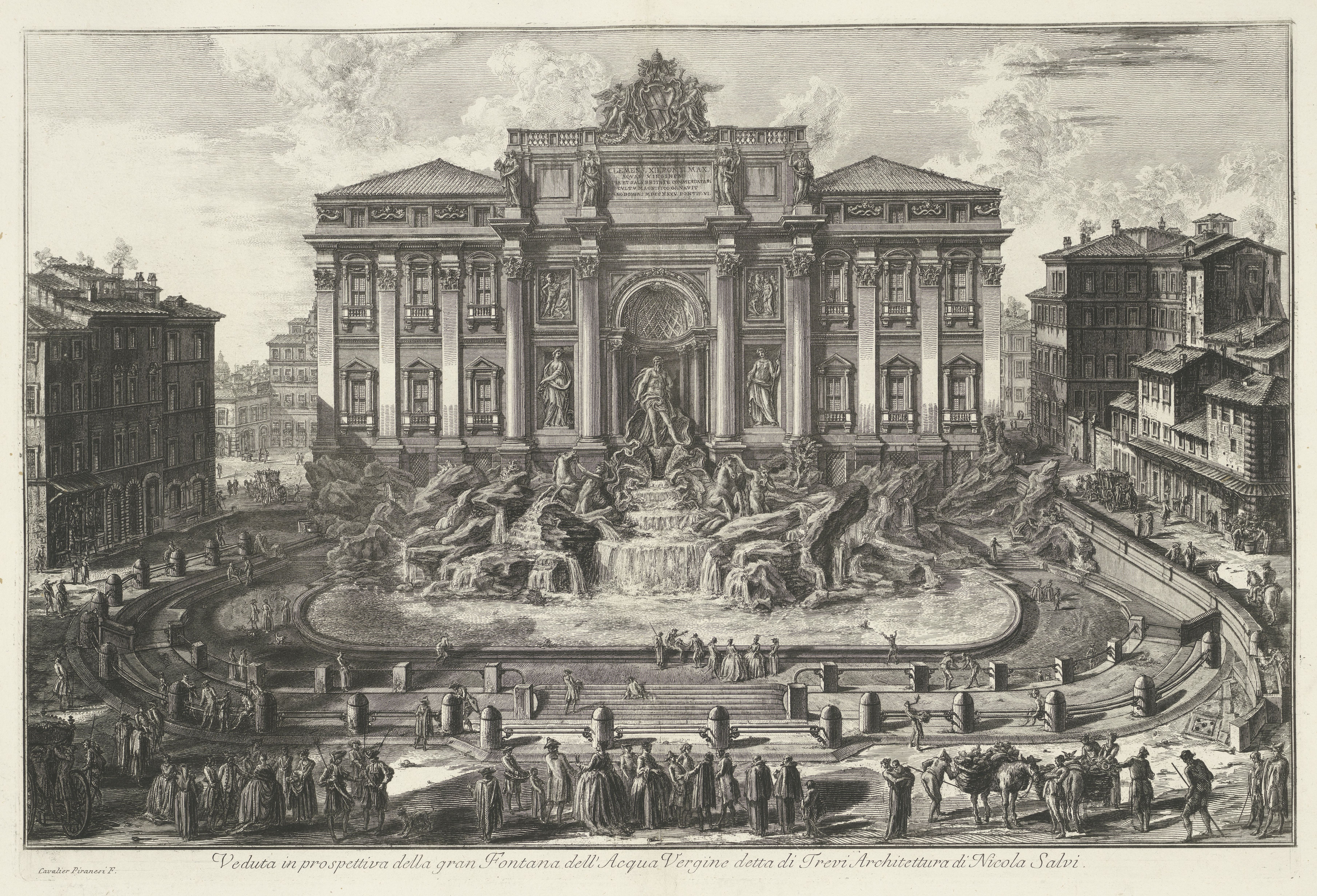

Сальві не дожив, щоб побачити фонтан, добудований у 1762 році його другом П'єтро Бракчі .
Також Сальві відновив Церкву Санта-Марія Граді (1738 р.) у Вітербо, яка пізніше була знищена під час бомбардування в часи Другої світової війни і наразі відновлюється; створив каплицю, як вважають, найдорожчу, яку коли-небудь створювали, для єзуїтської церкви — Церкви Святого Роха в Лісабоні, Португалія, разом з Луїджі Ванвітеллі.